# Krzysztof Baran
Krzysztof Baran (Warschau, 26 juli 1960) is een voormalig profvoetballer uit Polen, die zijn actieve carrière in 1994 beëindigde bij Włókniarz Pabianice.

## Clubcarrière
Baran speelde zes seizoenen als aanvaller in eigen land bij ŁKS Łódź en Górnik Zabrze, voordat hij in 1989 naar Griekenland vertrok om zich aan te sluiten bij AE Larissa.

## Interlandcarrière
Baran kwam in totaal tien keer (vier doelpunten) uit voor de nationale ploeg van Polen in de periode 1981–1987. Hij maakte zijn debuut op 25 januari 1981 in een vriendschappelijke uitwedstrijd tegen Japan (0-2). Zijn tiende en laatste interland speelde Baran op 19 augustus 1987, toen hij in de vriendschappelijke wedstrijd in Lubin tegen Oost-Duitsland (2-0) na 84 minuten inviel voor Jan Urban.
| Interlandoelpunten | Interlandoelpunten | Interlandoelpunten | Interlandoelpunten | Interlandoelpunten | Interlandoelpunten | Interlandoelpunten | Interlandoelpunten |
| #                  | Datum              | Locatie            | Wedstrijd          | Goal(s)            | Score              | Uitslag            | Wedstrijd          |
| ------------------ | ------------------ | ------------------ | ------------------ | ------------------ | ------------------ | ------------------ | ------------------ |
| 1                  | 27/01/1981         | Tokushima          | Japan – Polen      | 87'                | 2 – 4              | 2 – 4              | Oefenduel          |
| 2                  | 30/01/1981         | Nagoya             | Japan – Polen      | 44'                | 1 – 3              | 1 – 4              | Oefenduel          |
| 3                  | 16/02/1986         | Montevideo         | Uruguay – Polen    | 7'                 | 0 – 1              | 2 – 2              | Oefenduel          |
| 4                  | 16/02/1986         | Montevideo         | Uruguay – Polen    | 63'                | 1 – 2              | 2 – 2              | Oefenduel          |

## Erelijst
Górnik Zabrze
- Pools landskampioen

1988